# X. Gergely pápa
Boldog X. Gergely (Piacenza, 1210 – Arezzo, 1276. január 10.) néven lépett fel a katolikus egyház történetének 184. pápája. 1268. november 29. és 1271. szeptember 1-je között a római egyháznak nem volt pápája, így X. Gergely pápa felszentelésekor végre lezárulhatott ez a hároméves interregnum. Gergely a hosszas vitákat szülő konklávén végül úgy szerezhette meg a bíborosok kétharmadának támogatását, hogy még csak pappá sem volt szentelve. A váratlan megtiszteltetés aztán olyan pontifikátust hozott, amely nem volt ugyan hosszú, mégis több dologban messze a jövőbe mutatott a Laterán számára.

## Pápai megválasztása előtt
A krónikák feljegyzései alapján 1210-ben született Piacenzában Teobaldo Visconti néven. Korai életéről kevés adat áll rendelkezésre, az azonban biztos, hogy tanulmányait Olaszországban, Párizsban és Liègeben végezte, majd a francia fővárosban maradt, és felvette a kapcsolatot az ottani ferencesekkel és Szent Bonaventurával, majd a rend tagja lett.
IV. Kelemen pápa kinevezte őt Liège fődiakónusává majd megbízta, hogy a Szentföld ügyében keresztes háborút hirdessen meg. Ekkor utazott el Ottoboni kardinális kíséretében Angliába, ahonnan Edward herceg seregével a palesztinai Akkó városába utazott a keresztes hadakkal. 1270-ben itt találkozott IX. Lajos gyermekével is, akinek seregét és ügyét támogatta, amikor a szent király meghalt Franciaországban.
1268. november 29-én meghalt IV. Kelemen, ezt követően a pápai trónus közel három éven át betöltetlen maradt. A Viterbóban összegyűlt bíborosok két pártra szakadtak, egy franciára és egy olaszra. A gyűlésen részt vevő tizenöt bíboros nem tudott kétharmados többséget kialakítani egyik jelöltnél sem. A két párt között ráadásul több ellentét is feszült. Az egyik a hatalmi egyensúly eltolódása volt, hiszen a francia klérus inkább Párizs felé tolta volna az egyház súlypontját, míg az itáliaiak Rómát pártolták a pápák székhelyeként.  Ettől sokkal komolyabb ellentét volt az újdonsült nápolyi uralkodóhoz fűződő viszony megítélése. Anjou Károly, a francia uralkodócsalád tagja, egyre féktelenebbnek látszott, mióta Kelemen pápa 1266-ban megkoronázta.
1270 nyarán aztán Viterbo város vezetője megelégelte, hogy a városnak kellett eltartania a főpapokat immár több éve, így a döntés sürgetéseképpen először csak vizet és kenyeret adott a bíborosoknak. De ez sem használt, ezért lebontatta annak az épületnek a tetejét, ahol a bíborosok tartózkodtak, hogy kikényszerítse a döntést. A Szent Kollégium három napon belül meghozta döntését, amelyet Giovanni Bonaventura (a későbbi Szent Bonaventura) véleményét kikérve hoztak meg. A bíborosok 1271. szeptember 1-jén Teobaldo Viscontit választották meg pápának, aki ekkor Liége fődiakónusa volt, nem volt bíboros sem, sőt papnak sem volt felszentelve. A konklávé azonnal üzent Teobaldoért a Közel-Keletre, ahol nagy meglepetéssel fogadta megválasztását. A klérus egyébként valószínűleg azért választotta meg Szent Péter trónjára, mert ugyan itáliai származású volt, mégis életének legnagyobb részét az Alpoktól északra töltötte, így nem volt annyira befolyásolva az itáliai politikától. 1272. február 12-én érkezett meg Viterboba, ahol elfogadta hivatalát, és felvette a X. Gergely uralkodói nevet.

## Pápaként
Március 13-án érkezett Rómába, ahol előbb pappá, majd püspökké szentelték. Pápai beiktatása március 27-én volt. Gergely a formaságok után újult erővel, és teljes energiával látott neki az egyházat szorongató akkori nagy problémáknak. Koronázási beszéde során négy alapvető nehézség köré építette fel pontifikátusát. Elsősorban békét akart a keresztények között, amely főként a német hercegek háborúira és a trónharcokra utalt. Az egyházi fegyelem és rend megszilárdítását, a keleti és nyugati egyházak összeolvadását és nem utolsósorban a Szentföld felszabadítását tartotta jövendő uralkodása alappilléreinek.
Pápasága alatt a ferencesekre támaszkodott, az ő segítségükkel érte el a Bologna és Velence közötti békét, és általuk próbálta elérni a ghibellinek és a guelfek ellentétének elsimítását. A békére nem hajlandó Firenze városát kiközösítette az egyházból. 1273-ban Szent Bonaventurát bíborossá nevezte ki, s maga mellé vette, mint tanácsadót.
Gergely megválasztása mindenki előtt egyértelmű üzenettel bírt. A bíborosok nem tudtak választani itáliai vagy francia származású egyházfőt, ezért olyat választottak, aki mindkét kategóriába beletartozott. Azonban alig telt el pár hónap Gergely pontifikátusából, világossá vált, hogy a piacenzai egyházfő inkább az itáliai pártnak kedvez. Gergely előtt már nem volt kérdés, hogy Anjou Károlynak sem a IV. Kelemennel megkötött szerződés, sem az egyház védelme és erősítése nem szent dolog. Károly nemsokára egész Itáliára kiterjedő állam ideájával foglalatoskodott. Ezért a pápa úgy döntött, hogy amit a Szentszék romba döntött, azt most megpróbálja helyre rakni. 1272-ben meghalt Cornwalli Richárd, a pápa támogatottja a német királyi címért. A trónért harcba szálló Kasztíliai Alfonz továbbra sem nyerte el a pápa elismerését. Gergely minden befolyását és az egyház minden hatalmát latba vetve rábírta a német hercegeket és választófejedelmeket, hogy egyezzenek meg egy uralkodóban. Így léphetett közel harminc év interregnum után Habsburg Rudolf a német trónra 1273. szeptember 29-én. Gergely azonnal elismerte Rudolfot, és követei révén sikerült rávennie Alfonzt, hogy mondjon le trónköveteléséről. A pápa 1273 októberében Lausanne-ban találkozott az új uralkodóval, aki letette számára a szokásos esküt, felesküdött az egyház védelmére és megkapta a szent keresztet.
Alig négy napja emelkedett a pápai trónra, és Gergely azonnal meghirdette a tizennegyedik egyetemes zsinatot. A „Salvator” összehívási bullájában a gyűlés helyszínét Lyonban határozta meg. 1274. május 7-én ült össze a zsinat első ülése. Gergely hívására egész Európa képviseltette magát a francia városban. A feljegyzések szerint a lyoni zsinaton ötszáz püspök, hatvan apát és több mint ezer más egyházi méltóság vett részt köztük az egyetemek képviselőivel. A második lyoni gyűlés névsora azonban nemcsak egyházi szinten volt illusztris. A történelemben elsőként nemzetek szerint ültek össze a világi hatalmat képviselő követek és királyok. A zsinatra érkeztek királyi követek Angliából, a spanyol királyságokból, Franciaországból, Németországból, Szicíliából, Skóciából, Lengyelországból, Magyarországról, Csehországból, Norvégiából és Svédországból is. Akik azonban sokkal fontosabb szerepet töltöttek be a zsinat működésében, azok a tatár kán és VIII. Mihály, bizánci császár követei voltak. 
A július 17-éig tartó zsinaton a következő pontok kerültek előtérbe:
- keresztes hadjárat megindítása,
- a keleti egyházzal tervezett unió létrehozása,
- az Egyház belső reformja.

Utóbbi megvalósítása érdekében 1273. március 13-án kiadta Dudum kezdetű körlevelét, melyben a püspökök és a szerzetesrendek vezetőit felszólította, hogy a véleményeiket, javaslataikat hat hónappal a zsinat megnyitása előtt juttassák el a Szentszékhez. 1274 májusának elején tehát megnyílt a zsinat, melyen csak részleges eredményt ért el, azonban ezek érvénye messzehatóak voltak az egyház történelmén belül. A keresztes hadjárat megindításáról tartott tanácskozások igen heves vitákat szültek, mégis alig jártak eredménnyel. Gergely úgy határozott, hogy az egyházi tizedet hat évre le kell foglalni a háború költségeinek fedezetére. I. Jakab, Aragónia királya azonnali indulást javasolt, amely a templomos lovagok ellenkezésébe ütközött. A pápa a tatár követekkel szerződést írt alá arról, hogy a keresztes háború idején a kán seregei nem támadják meg a keresztény országokat. A tényleges hadjárat azonban még váratott magára, pedig ez Gergely egyik szívügye volt. A krónikák szerint, amikor Jeruzsálem falai előtt megtudta, hogy Viterboban pápává választották, a következőt mondta: "Ha elfelednélek téged, Óh Jeruzsálem, vesszen jobb kezem minden ügyessége."
A zsinat másik nagy eredménye a görög egyházakkal való kapcsolat rendezése volt. VIII. Mihály követei között volt Germanus is, a konstantinápolyi pátriárka, aki jelen volt a császár és Gergely közötti szerződés aláírásakor. A szerződés alapján a két egyház újra egyesült. Konstantinápoly elfogadta a nyugati doktrínákat és Róma primátusát. A feltétel nélküli behódolás azonban mindössze Mihály politikai fogása volt, amelynek sosem alakult ki egyházi támogatása. A bizánci császár a szeldzsuk törökök elleni hadjáratához remélt segítséget a pápától. Az újraegyesülés azonban csak papíron valósulhatott meg.
A zsinat még egy jelentős határozatot hozott: július 7-én született meg az Ubi periculum kezdetű dekrétuma, amely szabályozta a pápaválasztó konklávék eljárásrendjét, és ezzel kialakult a mai pápaválasztó konklávé rendjének alapja is. X. Gergely szabályai egészen a 20. századig érintetlenek maradtak. Gergely a pápaválasztást a konklávéhoz kötötte, a választás gyorsítását úgy képzelte el, hogy azt minden külső befolyástól mentes és teljesen elzárt épületrészben kell megtartani. A háromnapos gyász megtartása után a bíborosoknak ott kell összegyűlniük, ahol az előző egyházfő meghalt, és az ide belépő bíborosok addig nem hagyhatták el a termet, amíg a választás a kétharmados többséggel érvényes nem lett.
A zsinat befejezése után személyesen akarta a gyűlés eredményeit elfogadtatni Itáliában, ezért Lausanne-ba, Milánóba és Firenzébe utazott, majd 1276. január 10-én Arezzo városában váratlanul meghalt. Pontifikátusának kivételes jósága és békeszeretete miatt XIV. Benedek pápa később boldoggá avatta.

## Művei
- Documenta Catholica Omnia (latin nyelven). (Hozzáférés: 2011. december 6.)